# Albero a pagoda

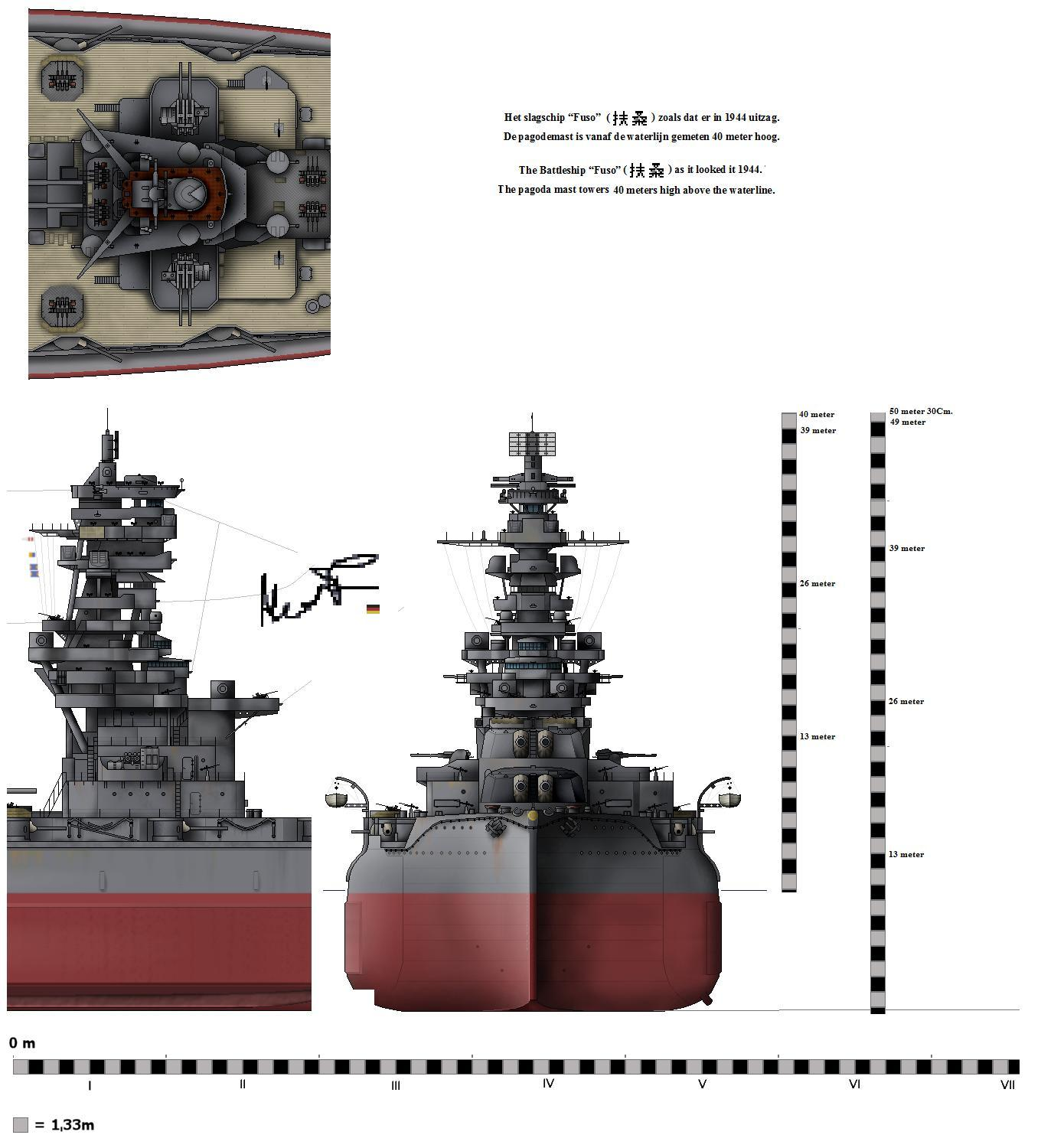
Il tipico albero a pagoda della Fusō

L'albero a pagoda era una sovrastruttura tipica delle unità della Marina imperiale giapponese ricostruite durante gli anni trenta nel quadro di un vasto programma teso a migliorarne le prestazioni in combattimento. Tali modifiche si resero necessarie a seguito del trattato navale di Washington, che poneva pesanti limitazioni alla costruzione di nuove corazzate. Il termine nacque dalla somiglianza tra queste sovrastrutture e le tipiche pagode giapponesi.
L'albero a pagoda era costituito da un elevato numero di piattaforme, comprendenti punti di osservazione e proiettori da ricerca. Tali sovrastrutture furono adottate dalla maggior parte delle navi ricostruite in quel periodo, compresi gli incrociatori da battaglia classe Kongo e le corazzate classe Fuso, Ise e Nagato. Le piattaforme supplementari erano supportate dalle sovrastrutture originarie, dal disegno simile a quelle adottate dalla Royal Navy, debitamente rafforzate per supportare il peso aggiuntivo.
Come per le unità britanniche, che erano considerate un potenziale nemico del Giappone in un eventuale conflitto, anche quelle della Marina imperiale furono attrezzate per il combattimento notturno. Prima dello scoppio della seconda guerra mondiale, allo scopo di poter illuminare le unità di superficie nemiche durante la notte, vennero installati potenti proiettori di ricerca in posizioni strategiche sugli alberi a pagoda. Tali proiettori persero d'importanza con l'adozione, negli anni quaranta, della nuova tecnologia radar che consentiva alle navi di identificare e colpire bersagli situati oltre la linea dell'orizzonte.
In Europa e negli Stati Uniti d'America questo tipo di architettura era mal visto. Nello specifico, gli ingegneri navali e i marinai dell'emisfero occidentale sostenevano che l'albero a pagoda spostava il baricentro della nave troppo in alto. Alcuni critici soprannominarono tali sovrastrutture "alberi di Natale". Indipendentemente dalla validità di tali critiche, alcuni degli alberi a pagoda costruiti sulle navi da guerra nipponiche nel corso degli anni trenta erano di dimensioni rilevanti: ad esempio l'albero a pagoda della corazzata Fuso si innalzava fino a 40 metri al di sopra della linea di galleggiamento.